# 吉井浩
吉井浩（よしい ひろし、1965年 - ）は日本の財務官僚。国土交通省政策統括官などを務めた。

## 来歴
東京都出身。東京大学法学部卒業。1988年 大蔵省入省（理財局国有財産総括課）。1993年7月10日 足利税務署長。
2000年7月 主計局主計官補佐（厚生労働第六、七係主査）。2001年1月6日 財務省主計局主計官補佐（厚生労働第六、七係主査）。2009年7月14日 主計局総務課主計企画官兼主計局司計課予算執行企画室長。2010年2月10日 枝野国務大臣（内閣府行政刷新担当）秘書官（事務担当）。同年6月8日から2011年6月27日まで蓮舫国務大臣（内閣府行政刷新担当）秘書官（事務担当）。同年9月2日、再び蓮舫国務大臣（内閣府行政刷新担当）秘書官（事務担当）。2012年7月 主計局主計官（防衛担当）。2015年7月9日 国税庁長官官房企画課長。2016年6月17日 国税庁長官官房総務課長。
2018年7月 国税庁長官官房審議官（酒税等担当）。2019年7月5日 福岡国税局長。2020年7月20日 名古屋国税局長。2021年7月8日 大阪国税局長。2022年6月28日 国土交通省政策統括官。2023年7月11日 大臣官房付、退官。同年東日本旅客鉄道顧問。

## 略歴
- 1988年4月：大蔵省入省（理財局国有財産総括課）。
- 1991年7月：主税局総務課調査主任[4][5]。
- 1992年7月：主税局総務課総務第一係長[6]。
- 1993年7月10日：足利税務署長。
- 1994年7月：内閣官房内閣内政審議室。
- 1996年7月：銀行局調査課長補佐[7]。
- 1998年6月：金融監督庁監督部銀行監督課長補佐。
- 1999年：金融監督庁監督部銀行監督第一課長補佐。
- 2000年7月：主計局主計官補佐（厚生・労働第六、七係主査）。
- 2001年1月6日：財務省主計局主計官補佐（厚生労働第六、七係主査）。
- 2002年7月：大臣官房付 兼 内閣官房副長官補付 兼 内閣官房行政改革推進事務局行政委託型公益法人等改革推進室員。
- 2002年9月：大臣官房秘書課長補佐 兼 内閣官房行政改革推進事務局行政委託型公益法人等改革推進室企画官。
- 2003年7月：内閣府政策統括官（経済財政運営担当）付参事官（総括担当）付企画官[8]。
- 2005年7月：大臣官房企画官 兼 関税局総務課[8]。
- 2006年7月：大臣官房企画官 兼 大臣官房会計課[8]。
- 2007年7月13日：環境省総合環境政策局総務課調査官。
- 2009年7月14日：主計局総務課主計企画官 兼 主計局司計課予算執行企画室長[2]。
- 2009年10月：内閣府行政刷新会議事務局参事官。
- 2010年2月10日：内閣府行政刷新会議事務局参事官 兼 内閣府大臣官房総務課秘書室（枝野国務大臣（内閣府行政刷新担当）秘書官（事務担当））。
- 2010年6月8日：内閣府行政刷新会議事務局参事官 兼 内閣府大臣官房総務課秘書室（蓮舫国務大臣（内閣府行政刷新担当）秘書官（事務担当））。
- 2011年6月27日：内閣府行政刷新会議事務局参事官 兼 内閣官房内閣参事官（内閣総務官室）。
- 2011年9月2日：内閣府行政刷新会議事務局参事官 兼 内閣府大臣官房総務課秘書室（蓮舫国務大臣（内閣府行政刷新担当）秘書官（事務担当））。
- 2012年1月：主税局税制第一課主税企画官。
- 2012年7月：主計局主計官（防衛担当）。
- 2013年6月：復興庁統括官付参事官。
- 2015年7月9日：国税庁長官官房企画課長。
- 2016年6月17日：国税庁長官官房総務課長。
- 2018年7月：国税庁長官官房審議官（酒税等担当） 兼 内閣官房知的財産戦略推進事務局次長。
- 2019年7月5日：福岡国税局長。
- 2020年7月20日：名古屋国税局長。
- 2021年7月8日：大阪国税局長。
- 2022年6月28日：国土交通省政策統括官。
- 2023年7月11日：大臣官房付、退官。